# Гросман Раїса Львівна
Раїса Львівна Гросман (по першому чоловікові Прибильова; нар. 1858, Городище, Черкаський повіт, Київська губернія, Російська імперія — 2 серпня 1900, Київ, Російська імперія) — російська революціонерка, членкиня партії «Народна воля» та «Народне право».

## Біографія
Раїса Гросман народилася в єврейській родині лікаря Одеського повітового училища колезького асесора Лева Мойсейовича (1819—1896) і Генрієтти Василівни Гросман (1839—1912). Батько сімейства брав участь у Російсько-турецькій війні 1877—1878 років, дослужився до чину статського радника. Мати закінчила Гейдельберзький університет, вільно володіла трьома іноземними мовами. У сім'ї було десятеро дітей. Майже всі отримали освіту і стали лікарями, юристами та військовими.
Отримала освіту в Одеській приватній гімназії. Родина переїхала до Санкт-Петербурга. Для отримання спеціальної медичної освіти Раїса Гросман вступила на Петербурзькі жіночі медичні курси, серед слухачок яких і перебувала до свого арешту. Тут вона зблизилася з радикальною студентською молоддю, народовольцями і вступила до партії «Народна воля».
Церковним шлюбом одружилася з Олександром Васильовичем Прибильовим, заради чого відреклася від юдейської віри і прийняла православ'я.
З весни 1882 року за завданням організації разом з чоловіком була «господинею» конспіративної квартири в будинку № 24 на 11-й лінії Васильєвського острова Петербурга. Втім, квартира використовувалася як динамітна майстерня при підготовці замаху на жандармського підполковника Георгія Судейкіна.
У ніч на 5 червня 1882 року на своїй квартирі Раїсу Гросман заарештовано разом з чоловіком та іншими співробітниками динамітної майстерні. Віддано суду Особливої Присутності Сенату, що проходив 28 березня — 5 квітня 1883 року (процес 17-ти). На процесі її захищав брат, присяжний повірений Василь Львович Гросман, однак Раїсу Гросман засудили до позбавлення всіх прав і 15 років каторжних робіт на заводах. По конфірмації термін каторжних робіт був знижений до 4-х років. Каторгу відбувала на Карійській каторзі з чоловіком. Шлюб незабаром розпався, а офіційно був розірваний в 1893 році.
З 1885 року опинилася на поселенні в одному з улусів Якутської області. Там познайомилася і цивільно одружилася зі ссильнопоселенцем Миколою Тютчевим. У вересні 1887 року з чоловіком Раїса Прибильова переїхала до Красноярська під гласний нагляд поліції. У грудні 1890 року родина виїхала з Красноярська до Оренбургу, а в 1892 році з Оренбурга до Новгорода.
Після організації у вересні 1893 року партії «Народне право» брала в ній участь. При розгромі партії навесні 1894 року заарештована і адміністративно заслана до Красноярська.
Після звільнення Раїса Гросман жила у родичів у Київській губернії.
Померла 2 серпня 1900 року в Києві від раку.
Тіло було перевезено до Санкт-Петербурга, де на той час проживали мати, брати і сестри Раїси Гросман і поховане на Митрофаниївському кладовищі.
Син — Сергій Миколайович Тютчев (1886, Якутська область, Російська імперія — 1918, Київ, Українська народна республіка) — офіцер лейб-гвардії Саперного батальйону. Сестра Єлизавета Яницька — земська лікарка, одна з перших жінок в Російській імперії, що отримали лікарський диплом. Племінниця — Віра Шмідт — дитяча психоаналітикиня і педагогиня.